# Dschenin
Dschenin (auch Jenin oder Djenin, arabisch جنين Dschanin, DMG Ǧanīn (anhörenⓘ), hebräisch ג'נין, antik: Engannim) ist eine Stadt im Westjordanland mit etwa 46.139 (2014) Einwohnern.

## Geschichte
Aufgrund vieler Wasserquellen war Dschenin schon früh besiedelt; der Ort wurde zum ersten Mal in altägyptischen Schriften um 2000 v. Chr. erwähnt. In der Zeit der Niederlassung der israelitischen Stämme nach dem Auszug aus Ägypten wurde hier die Levitenstadt „Ein Ganim“ (hebr. Gärtenquelle) gegründet (Josua 19, 21). Flavius Josephus erwähnt in seinem Werk Geschichte des jüdischen Krieges die Stadt „Ganim“ als eine jüdische Stadt im Norden Samarias. In der Vergangenheit konnte die Stadt außerdem eine wichtige von Jerusalem nach Norden in die Jesreelebene und nach Haifa führende Straße kontrollieren. Erst mit dem Bau der Küstenstraße über Chadera in den 1930er Jahren verlor diese Route an Bedeutung. Von 1913 bis 1948 wurde der Bahnhof Dschenin von der Zweigstrecke Afula–Nablus der Hedschasbahn bedient.

### Israelisch-palästinensischer Konflikt
Die Stadt liegt im Westjordanland, das – im UN-Teilungsplan von 1947 als Teil eines arabisch-palästinensischen Staates vorgesehen war. Nach dem israelischen Unabhängigkeitskrieg (bzw. Palästinakrieg) wurde Dschenin zunächst von Jordanien (damals Transjordanien) besetzt, ehe das Gebiet im Sechstagekrieg 1967 von Israel erobert und besetzt wurde.
Als Folge des Oslo-Friedensprozesses wurde Dschenin 1996 eine autonome palästinensische Stadt. Im gleichen Jahr wurde auf Initiative der USA in der Nähe der Stadt die Arab American University gegründet, die im September 2000 den Lehrbetrieb aufnahm.
Wie in anderen Palästinensergebieten hat sich die Lebenssituation der Bevölkerung seit Ausbruch der Al-Aqsa-Intifada im Jahr 2000 erheblich verschlechtert. Sie leidet unter der Abriegelung der Gebiete, viele Gebäude sind zerstört, die Arbeitslosigkeit ist hoch (etwa 80 %).

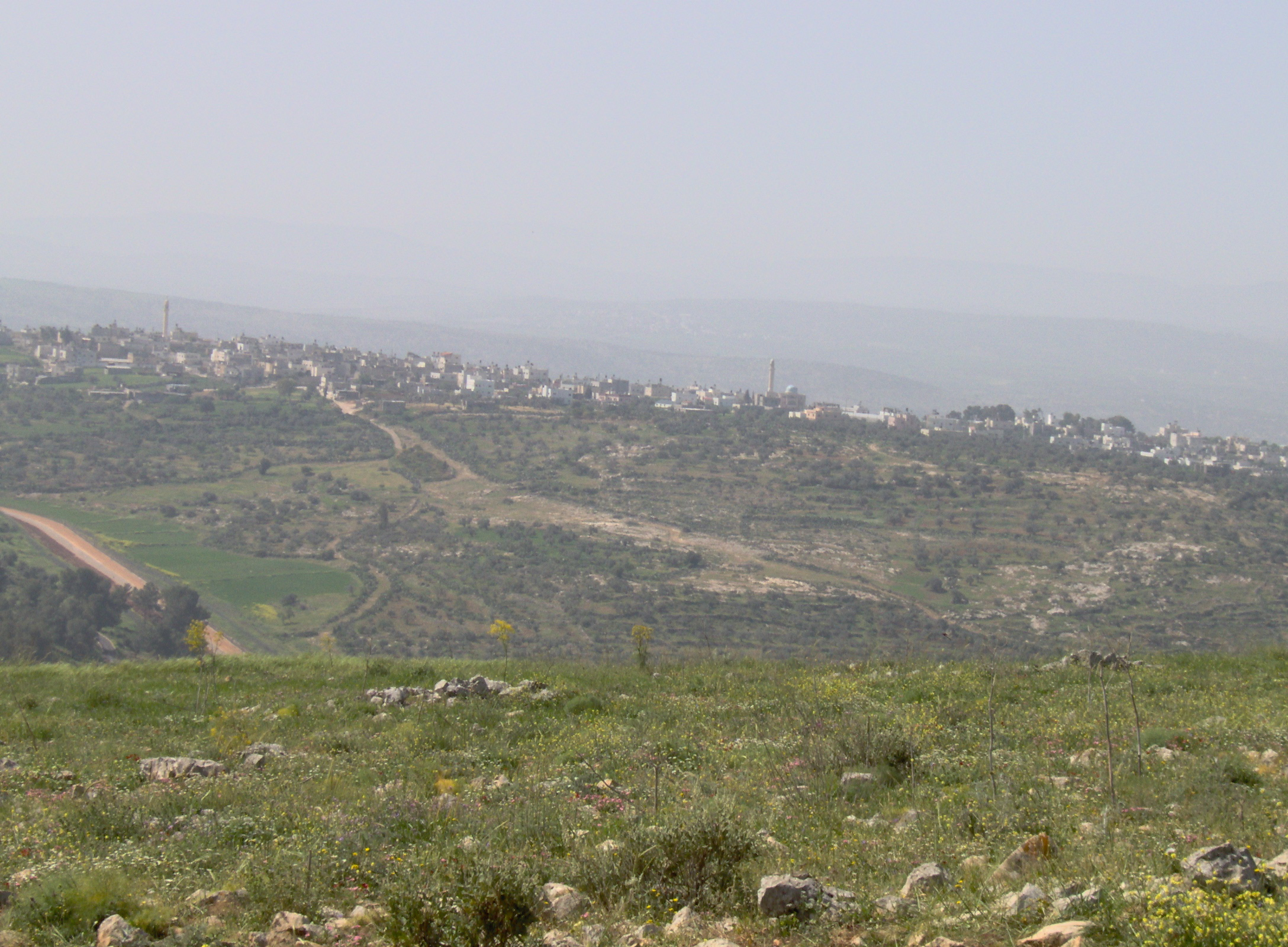
Blick auf Dschenin vom Gilboa

Dschenin galt lange als Hochburg der al-Aqsa-Brigaden, die insbesondere während der Al-Aqsa-Intifada für eine Reihe von Terroranschlägen verantwortlich waren. In Reaktion darauf führte Israel 2002 eine umfassende Militäroperation in Dschenin durch, bei der das Militär große Teile des angrenzenden Flüchtlingslagers zerstörte (siehe Abschnitt #Militäroperation 2002). 
Seit dem Rückzug der israelischen Armee kommt es noch zu vereinzelten nächtlichen Razzien israelischer Spezialeinheiten. Einer SZ-Reportage von 2010 zufolge glich Dschenin einem „Laborversuch für einen zukünftigen Palästinenserstaat“. Die staatlichen EZ-Ansätze Deutschlands, der Vereinigten Staaten und des Vereinigten Königreiches unterstützen die Zusammenarbeit in Fragen der Sicherheit und Zivilverwaltung zwischen Israel und der palästinensischen Autonomiebehörde.
Am 11. Mai 2022 wurde die Al-Jazeera-Journalistin Shireen Abu Akleh während einer israelischen Razzia in Dschenin erschossen.

## UN-Flüchtlingslager Dschenin
Der Name Dschenin bezeichnet auch das angrenzende Flüchtlingslager Dschenin, das im Jahr 1953 für aus ihrer Heimat geflohene und vertriebene Palästinenser gegründet wurde, die während des Palästinakrieges 1948 vor den Kämpfen geflohen sind. In dem Flüchtlingslager, das seit damals zu einer Stadt ausgebaut wurde, lebten Stand Juni 2023 14.000 Menschen (oder 18.000) auf weniger als 500.000 m².
Seit der Eskalation der israelisch-palästinensischen Gewalt im Frühjahr 2022 bleiben Dschenin und das Lager Dschenin ein Brennpunkt der Spannungen. Ein rund 350 Mann starkes Bataillon der Dschenin-Brigaden, dessen Angehörige sich selbst als Märtyrer bezeichnen, schützt nach eigenen Angaben das Lager gegen israelische Razzien. Die IDF hingegen bezeichnet die Kämpfer als Terroristen, deren Infrastruktur es zu zerstören gilt.
Im Frühling 2023 gab es 50 Schießereien im Norden der Region Samarien und eine an einer Tankstelle bei Eli. 
Am 3. Juli 2023 rückten israelische Soldaten im Rahmen der zweitägigen Operation Home and Garden in das Lager ein. Im Verlauf des Einsatzes starben ein israelischer Soldat und mindestens zwölf Angehörige des Lagers; mehr als 100 wurden verletzt. Wie der schottische Rundfunkjournalist Alan Fisher berichtet, ist die zivile Infrastruktur der Geflüchteten weitgehend zerstört. Israelische Scharfschützen arbeiteten sich durch die Wände von Wohnung zu Wohnung und benutzten menschliche Schutzschilde. UN-Generalsekretär António Guterres kritisierte nicht nur den Angriff auf das Flüchtlingslager und die Zerstörung von Gesundheitseinrichtungen, sondern auch, dass die israelische Armee den Zutritt von Rettungspersonal zur Versorgung der palästinensischen Opfern verhindert habe.
Nach Medieneinschätzung wurden die Ziele des Militärangriffs – die Verhinderung weiterer Angriffe durch palästinensische Milizen – nicht erreicht.
Im Rahmen eines IDF-Militäreinsatzes am 19. September 2023 seien in Dschenin vier Menschen getötet und etwa 30 weitere verletzt worden. Es kam zu einer Schießerei nach Drohnenangriffen auf das Haus des abwesenden Muhammad Abu al-Baha, einem Führer der al-Aqsa-Märtyrerbrigaden, sowie auf Moscheen. Weitere Tote und Verletzte gab es an dem Tag in Jericho im Westjordanland sowie am Gaza-Grenzzaun.

## Cinema Jenin
Auf kultureller Ebene entstand seit 2008 neben dem bereits etablierten Freedom Theatre unter der Leitung des arabisch-jüdischen Künstlers Juliano Mer-Khamis das Kulturprojekt Cinema Jenin, das sich dem Wiederaufbau des während der Ersten Intifada 1987 zerstörten städtischen Kinos widmet. Cinema Jenin wurde vom deutschen Regisseur Marcus Vetter und den beiden Palästinensern Fakhri Hamad und Ismail Khatib gegründet und wird lokal wie international unterstützt; zu den Unterstützern des Projekts zählen unter anderem das deutsche Auswärtige Amt, das Goethe-Institut Ramallah und Prominente wie der Pink-Floyd-Sänger Roger Waters.
Ismail Khatib wurde in Israel und darüber hinaus bekannt, nachdem er 2005 die Organe seines durch einen israelischen Soldaten getöteten Sohnes Ahmed an israelische Kinder spendete. Seine Geschichte wurde in dem preisgekrönten, von Marcus Vetter und dem israelischen Regisseur Leon Geller gedrehten Dokumentarfilm Das Herz von Jenin festgehalten.
Am 5. August 2010 wurde das Cinema Jenin mit einem dreitägigen Filmfestival wiedereröffnet.

## Militäroperation 2002

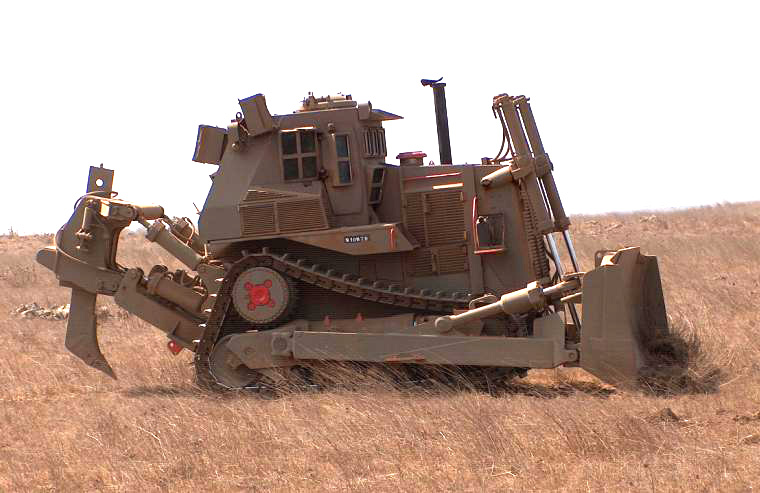
IDF Caterpillar D9L, eine gepanzerte Planierraupe

Nach einem Attentat der Hamas am jüdischen Pessach-Fest in Netanja mit 30 Todesopfern und 140 Verletzten rückte die israelische Armee am 3. April 2002 in das Flüchtlingslager Dschenin ein, das ca. 30 km von Netanja entfernt ist. Israels Armee war zum Schluss gekommen, dass Dschenin als Basis für zahlreiche Terrorattentate und Selbsmordkommandos gegen israelisches Militär und gegen israelische Ortschaften und Bürger gedient hatte.
Nach tagelangen Kämpfen in der sogenannten „Operation Schutzschild“ zerstörten israelische Abrisskommandos mit Planierraupen Teile des Flüchtlingslagers. Bestätigt sind 23 Todesopfer auf Seiten der israelischen Armee und 52 auf Seiten der Palästinenser (darunter 22 unbeteiligte Zivilisten). Die Zahlen der palästinensischen Toten stammen von Human Rights Watch. 
Der Vorwurf eines Massakers gegen die Palästinenser von Amnesty International wurde zurückgewiesen. Amnesty International behauptet, die israelische Armee habe Kriegsverbrechen begangen, unter anderem ungesetzliche Tötungen, Folter und Misshandlungen von Gefangenen, mutwillige Zerstörung hunderter Häuser, deren Bewohner zum Teil die Gebäude noch nicht verlassen hätten, Behinderung von Krankenwagen und Verweigerung humanitärer Hilfe sowie der Missbrauch palästinensischer Zivilisten als „Menschliche Schutzschilde“. Auch Human Rights Watch beschuldigt Israel der Verwendung von Gefangenen als „Menschliche Schutzschilde“. Einer Delegation der UN-Menschenrechtskommission unter Leitung von Mary Robinson, der UN-Hochkommissarin für Menschenrechte, wurde zunächst die Einreise nach Israel nicht erlaubt.
Gemäß Augenzeugenberichten schoss die israelische Armee auf unbewaffnete Menschen und verweigerte ihnen medizinische Versorgung, worauf diese starben. Human Rights Watch berichtete von zahlreichen illegalen Tötungen, darunter der eines 57-jährigen Mannes im Rollstuhl; die israelische Armee schoss auf ihn und überrollte ihn mit einem Panzer, obwohl eine weiße Fahne an seinem Rollstuhl befestigt war. Ein 37-jähriger Gelähmter wurde unter den Trümmern seines Hauses begraben; seiner Familie wurde nicht gestattet, die Leiche zu bergen. Ein 14-jähriger Junge wurde getötet, als er während einer vorübergehenden Aufhebung der Ausgangssperre, die von der israelischen Armee verhängt worden war, Lebensmittel einkaufen ging. Die israelische Armee schoss auf medizinisches Personal, das versuchte, Verletzte zu erreichen, obwohl es eindeutig uniformiert und mit dem Symbol des Roten Halbmondes gekennzeichnet war; ein Krankenpfleger wurde getötet.
Am 31. Mai 2002 veröffentlichte Yedioth Ahronoth ein Aufsehen erregendes Interview mit Moshe Nissim (genannt »Dubi Kurdi«), dem Fahrer einer gepanzerten Armeeplanierraupe, der berichtete, wie er während des israelischen Angriffes 75 Stunden lang wie in Trance Häuser mit 530 Wohnungen in dem Flüchtlingslager zerstörte, ohne Rücksicht darauf, ob sich in den Gebäuden noch Menschen befanden.

## Söhne und Töchter der Stadt
- Awni Abd al-Hadi (1889–1970), Gründer der panarabischen Partei Hizb al-Istiqlal al-Arabi[18]
- Tarab Abdul Hadi (1910–1976), palästinensische Aktivistin und Feministin
- Belly (* 1984), palästinensisch-kanadischer Rapper und Songwriter